# Официр
Официр је припадник армије, ратног ваздухопловства, ратне морнарице или друге униформисане службе (полиција, ватрогасна служба и сл.) који се налази на одређеној одговорној дужности.
Официрски кадар добија се школовањем ученика средњих школа (под одређеним условима и питомаца средњих војних школа) у војним академијама, а неки профили у службама са факултета из грађанства. Официр може постати и подофицир који редовно или ванредно заврши војну академију или факултет у грађанству. 
Историјски, институција официра јавља се у већини армија у XVIII веку. У Србији, након потписивања Једренског мира 1829. године, српска војска је била под патронатом Русије која је услед тога имала и највећи утицај на њу. Малу војску, оформљену у том периоду, организовали су руски активни официри према искуствима и правилима која су важила у руској војсци. Између 1830. и 1835. године формирани су први пешадијски батаљон, коњички ескадрон и топовска батерија, а самим тим јавила се потреба и за српским официрским кадром. Тако је прва група од 12 младића послата у Русију на школовање за официре. Аустрија у то доба није с благонаклоношћу посматрала повећање и јачање војске у кнежевини Србији, посебно када је од 1860. одређени број нижих официра српске националности почео да прелази из аустријске у српску војску, али и други цивили, углавном Славонци, лекари, инжињери, музичари и др. Србија је ова дешавања озваничила Законом о прихватању страних официра 1867. године.
Од тада, па све до данас војске и армије на просторима Србије предводе школовани официри. Хијерархијска официрска звања (чинови) су се мењала али је улога официра остала непромењена.

## Бројност
Пропорција официра увелико варира. Подофицири обично чине између осмине и петине модерног особља оружаних снага. У 2013. години официри су сачињава сениорских 17% британских оружаних снага, и 13,7% француских оружаних снага. У 2012. години официри су чинили око 18% немачких оружаних снага, и око 17,2% оружаних снага Сједињених Држава.

## У Војсци Србије
У Војсци Србије официр представља активно војно лице са чином од потпоручника до генерала у Копненој војсци и Ратном ваздухопловству и противваздухопловној одбрани, односно од потпоручника до адмирала у Речној флотили. 
Официрски чинови у Војсци Србије: 
|                       | Копнена војска (КоВ) | Ратно ваздухопловство и противваздухопловна одбрана (РВиПВО) | Речна флотила         |
| --------------------- | -------------------- | ------------------------------------------------------------ | --------------------- |
| Генерали и адмирали   |                      |                                                              |                       |
| Генерал               | Генерал              | Адмирал                                                      |                       |
| Генерал-потпуковник   | Генерал-потпуковник  | Вице-адмирал                                                 |                       |
| Генерал-мајор         | Генерал-мајор        | Контра-адмирал                                               |                       |
| Бригадни генерал      | Бригадни генерал     | Комодор                                                      |                       |
| Виши официрски чинови | Пуковник             | Пуковник                                                     | Капетан бојног брода  |
| Виши официрски чинови | Потпуковник          | Потпуковник                                                  | Капетан фрегате       |
| Виши официрски чинови | Мајор                | Мајор                                                        | Капетан корвете       |
| Нижи официрски чинови | Капетан прве класе   | Капетан прве класе                                           | Поручник бојног брода |
| Нижи официрски чинови | Капетан              | Капетан                                                      | Поручник фрегате      |
| Нижи официрски чинови | Поручник             | Поручник                                                     | Поручник корвете      |
| Нижи официрски чинови | Потпоручник          | Потпоручник                                                  | Потпоручник           |